# Anne auf Green Gables – Reise in ein großes Abenteuer
Anne auf Green Gables – Reise in ein großes Abenteuer (engl. Anne: Journey to Green Gables) ist ein kanadischer Zeichentrickfilm aus dem Jahr 2005. Der Film erzählt die Vorgeschichte zur Serie Anne of Green Gables: The Animated Series von 2001, beide basieren auf dem Kinderbuch Anne auf Green Gables von Lucy Maud Montgomery, dessen Erstausgabe 1908 erschienen ist.

## Handlung
Das Waisenkind Anne träumt davon, einmal eine eigene Familie zu haben, wird aber stattdessen von grausamen Pflegeeltern in das Waisenhaus der tyrannischen Madame Poubelle gegeben. Eine Angestellte des Waisenhauses will Anne helfen. Da sie von einem Geschwisterpaar, den Cuthberts, weiß, das ein Kind sucht, schickt sie Anne zu ihm. Auf ihrer Reise lernt sie das Eichhörnchen Bailey kennen, das schnell ihr Freund wird. Schließlich kommt Anne auf der Green Gables Farm an, die auf Prince Edward Island liegt.
Die Cuthberts wollten eigentlich einen kräftigen Jungen haben, der ihnen bei ihrer Feldarbeit helfen kann, und Marilla, die Frau des Hauses, will Anne so schnell wie möglich wieder abgeben. Anne schafft es aber schnell, das Herz Marilles für sich zu gewinnen. Anne erlebt eine abenteuerliche Kindheit auf Green Gables, findet viele Freunde und darf zur Schule gehen. Doch die böse Madame Poubelle hat inzwischen Annes Flucht bemerkt und versucht sie mit Hilfe ihrer beiden Handlanger wieder zurückzuholen. Die beiden stehlen Marilla Cuthberts wertvolle Brosche und Anne wird des Diebstahls verdächtigt. Sie und ihre Freunde Diana, Gilbert und Felix versuchen die Brosche zurückzuholen, aber scheitern. Da Anne nicht die Wahrheit sagt, will Marilla Cuthbert sie nun wegschicken. Doch am Bahnhof taucht plötzlich Madame Poubelle mit der gestohlenen Brosche auf und entführt Anne mit ihrem Heißluftballon. Anne und ihr Eichhörnchenfreund Bailey können jedoch Madame Poubelle besiegen. Marilla Cuthbert bekommt ihre Brosche zurück und entschuldigt sich bei Anne.

## Produktion und Veröffentlichung
Entwickelt wurde der Film von Sullivan Entertainment als Vorgeschichte der Zeichentrick-Fernsehserie Anne of Green Gables: The Animated Series, die im deutschen Sprachraum bislang nicht erschienen ist. Erstmals gezeigt wurde der Film im September 2005 in den USA, 2006 dann auch in Kanada. Die deutsche Erstausstrahlung des Films war am 24. Juli 2009 auf Super RTL.

## Synchronisation
Die deutschsprachige Synchronisation entstand bei der Deutsche Synchron Filmgesellschaft mbH & Co. Karlheinz Brunnemann Produktions KG in Berlin.
| Rolle            | Englischer Sprecher | Deutscher Sprecher  |
| ---------------- | ------------------- | ------------------- |
| Anne             | Mckenzie Sullivan   |                     |
| Bailey           | Geoff Kahnert       | Stefan Krause       |
| Diana            | Rebecca Peters      | Josephine Schmidt   |
| Felix            | Kyle Fairlie        |                     |
| Felicity         | Dalene Irvine       | Marie-Luise Schramm |
| Gilbert          | Al Mukadam          |                     |
| Marilla Cuthbert | Patricia Gage       | Karin Buchholz      |
| Matthew Cuthbert | Wayne Robson        |                     |
| Madame Poubelle  | Lally Cadeau        | Gisela Fritsch      |